# Punské války
Punské války (264–146 př. n. l.) je označení tří konfliktů mezi římskou republikou a Kartágem. Název je odvozen od pojmenování Poeni, Puni (česky Punové), které Římané používali pro označení Kartaginců. Střetly se zde zásadně odlišné státní a vojenské koncepce: zatímco Řím byl republikou a římské vojsko se skládalo z občanů, v Kartágu panovala oligarchie a kartaginskou armádu tvořili převážně najatí cizí žoldnéři. Konečným výsledkem konfliktu obou mocností bylo zničení Kartága a nastolení dominantního postavení Říma v západním Středomoří.

## Příčiny punských válek
Když Římská říše dokázala v průběhu zhruba 150 let ovládnout Itálii po tvrdých bojích se Samnity a Sarmaty a porážce řeckých států na jihu Itálie, měla potenciál stát se středomořskou mocností. Nebyla však mocností jedinou. Dalším městem, které se svou silou a významem mohlo rovnat Římu, bylo Kartágo na území dnešního Tuniska, jehož obyvatele Římané nazývali Puny. Kartágo mělo díky obchodním kontaktům velký vliv ve středomořském prostoru; během římské expanze v Itálii ovládlo Kartágo jižní Španělsko, velkou část pobřežních oblastí severní Afriky, Baleárské ostrovy, Korsiku, Sardinii a západní polovinu Sicílie. Dobytím Itálie se však Římu otevřel potenciální prostor pro další expanzi. Na druhou stranu nelze unáhleně tvrdit, že válka byla nevyhnutelná, protože pro Řím se punské války staly první válkou, kterou vedl mimo hranice pevninské Itálie.
Vztahy byly dobré a oba státy několikrát deklarovaly vzájemné přátelství prostřednictvím formálních aliancí. Existovaly silné obchodní vazby a ještě během tzv. Pyrrhových válek v letech 280–275 př. n. l. Kartágo poskytlo Římanům materiální podporu a přinejmenším jednou poskytlo své námořnictvo k převozu římských sil. Nakonec se záminkou k první ze tří válek stala Sicílie, o kterou s Kartágem již přes dvě století vedla řecko-kartaginské války sicilská města. Bezprostřední příčinou války, která vypukla v roce 264 př. n. l., byla otázka kontroly nad nezávislým sicilským městským státem Messana.

## První punská válka (264–241 př. n. l.)

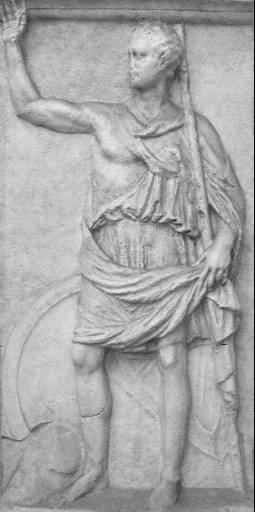
Polybios

Klíčovou autoritou pro popis punských válek je řecký historik Polybios, který žil ve druhém století př. n. l., jako dospělý tedy zažil jen poslední punskou válku, ale i přesto bývá jeho popis všech punských válek vnímán jako relativně spolehlivý. Příčinou první ze tří krvavých válek mezi Římem a Kartágem bylo obsazení sicilského města Messina syrakuským vládcem Agathoklem. Následně se tito žoldnéři, nově známí jako "Mamertinové", dostali pod tlak od Hiera, který Syrakusy ovládal, a museli požádat o pomoc. Část se obrátila na Kartagince a část na Římany. Kartaginci však dorazili o něco dříve. Dle Polybia se v Římě vedla relativně dlouhá diskuze, zda se vydat takto mimo Itálii, což by bylo v podstatě bezprecedentní. Dle něj mohla být žárlivost na ekonomické úspěchy Kartága jedním z důvodů, proč se nakonec Řím rozhodl pomoc na Sicílii poslat. Dnešní historiografie to však rozporuje, respektive tvrdí, že pro to nejsou žádné důkazy. Zároveň také Polybius tvrdil, že římský lid chtěl kompenzace za předešlé války v Itálii, během kterých utržil jisté ekonomické ztráty. To historici hodnotí jako pravděpodobnější. Válka byla nakonec dle Polybia lidem schválena. Římský konzul Appius Claudius Caudex se dohodl s kartaginským velitelem, že se Kartaginci vrátí zpět. Vláda v Kartágu však velitelův ústup ve prospěch Římanů odsoudila a vyhlásila Římu válku. Její rozhodnutí bylo také ovlivněno napětím mezi městy, které trvalo již od roku 272 př. n. l., kdy se Kartaginci bez předchozího oznámení svým římským spojencům vylodili v Tarentu, aby toto město vysvobodili od řecké Pyrrhovy armády. Obecně se tedy dá říci, že hlavními důvody punských válek bylo mocenské soupeření, politická rivalita, nějakou roli hrály ale nejspíše i ekonomické důvody.

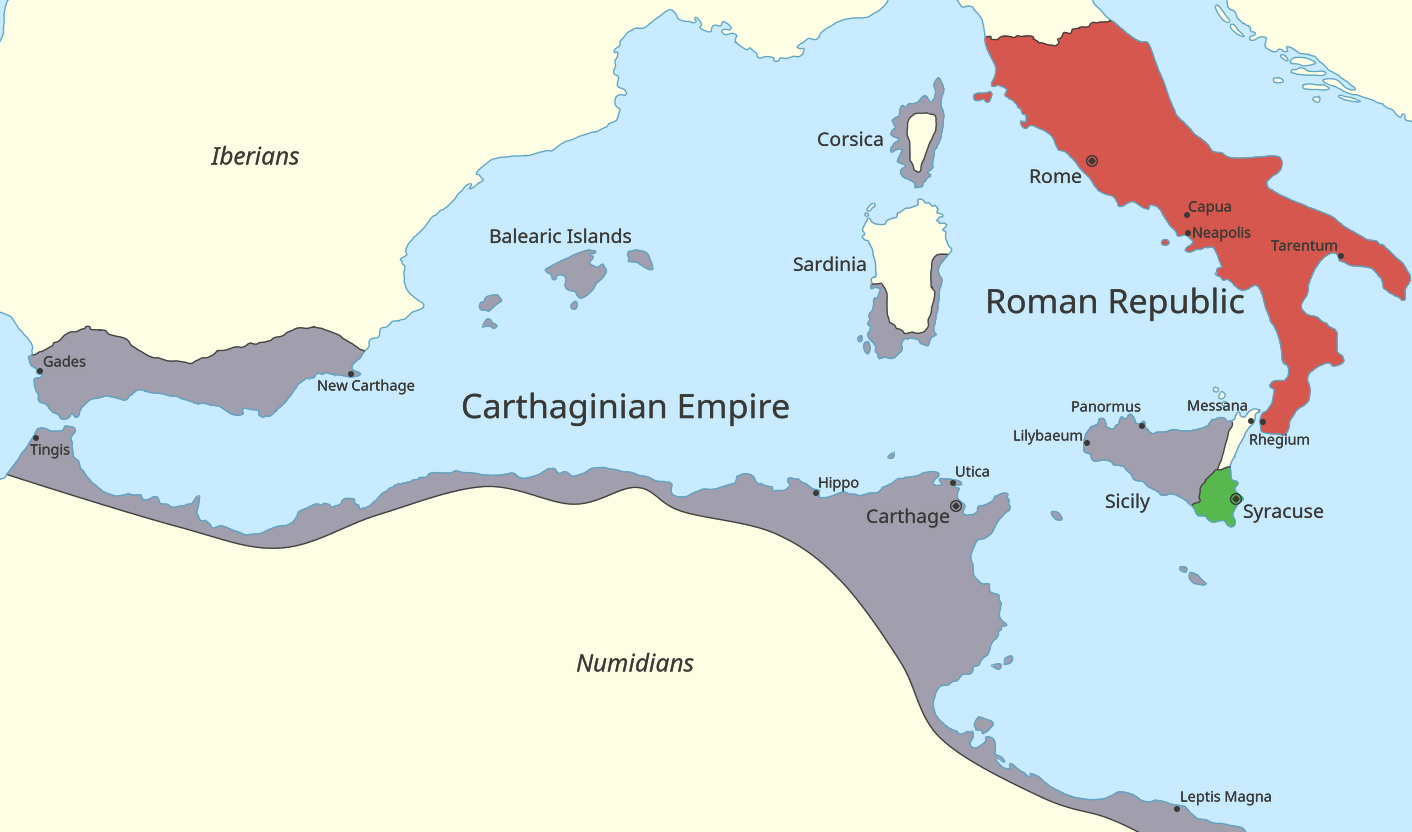
Území Kartága a Říma na začátku první punské války

Zprvu obléhalo Kartágo pod velením Hannóna již zmiňovanou Messinu, Římané je však od svého města odehnali a roku 262 př. n. l. se po půlročním obléhání zmocnili nejvýznamnějšího města Kartaginců na Sicílii- Akragantu. Na souši tedy vítězil Řím, moře bylo však doménou Kartaginců. Hannón vysílal své lodě na římská pobřeží, kde plenily a bránily Římu v posunu posil. Tento fakt a také to, že, alespoň dle Polybia, senát spatřil ve vyhnání Kartága ze Sicílie šanci zisku, rozhodlo o tom, že Řím začal budovat flotilu v kartaginském stylu. K první bitvě na moři poprvé došlo v roce 260 př. n. l. u Liparských ostrovů, kde však Řím utrpěl porážku. Brzy nato, v bitvě u Mylae, již ale římské loďstvo zvítězilo. Nedlouho poté, v roce 256 př. n. l., porazil Řím kartaginské lodě také v bitvě u Eknomu. Mohlo se jednat o jednu z největších námořních bitev v dějinách lidstva. Dle Polybia z celkem asi 330 kartaginských lodí jich Římané 30 potopili a 64 zajali a dohromady se zde mohlo utkat snad až na 300 tisíc mužů. Těsně před obléháním Kartága ale na římské jednotky nečekaně zaútočil spartský vojevůdce Xanthippus najatý Kartágem a roku 255 př. n. l. římské vojáky drtivě porazil, čímž dočasně zvrátil válečnou situaci. Několik let pak pokračoval jakýsi stav patu, kdy ani jedna strana nedokázala tu druhou definitivně zničit. Rozhodující bitvou se nakonec stalo římské vítězství v klíčové bitvě u Aegatských ostrovů roku 241 př. n. l.
Kartágo se definitivně vzdalo, muselo opustit všechna svá území na Sicílii, vrátit římské válečné zajatce a zaplatit vysoké odškodné. Po výhře v první punské válce tak Řím nebyl již jen čistě italskou mocností.

## Povstání žoldnéřů a situace Kartága po první punské válce

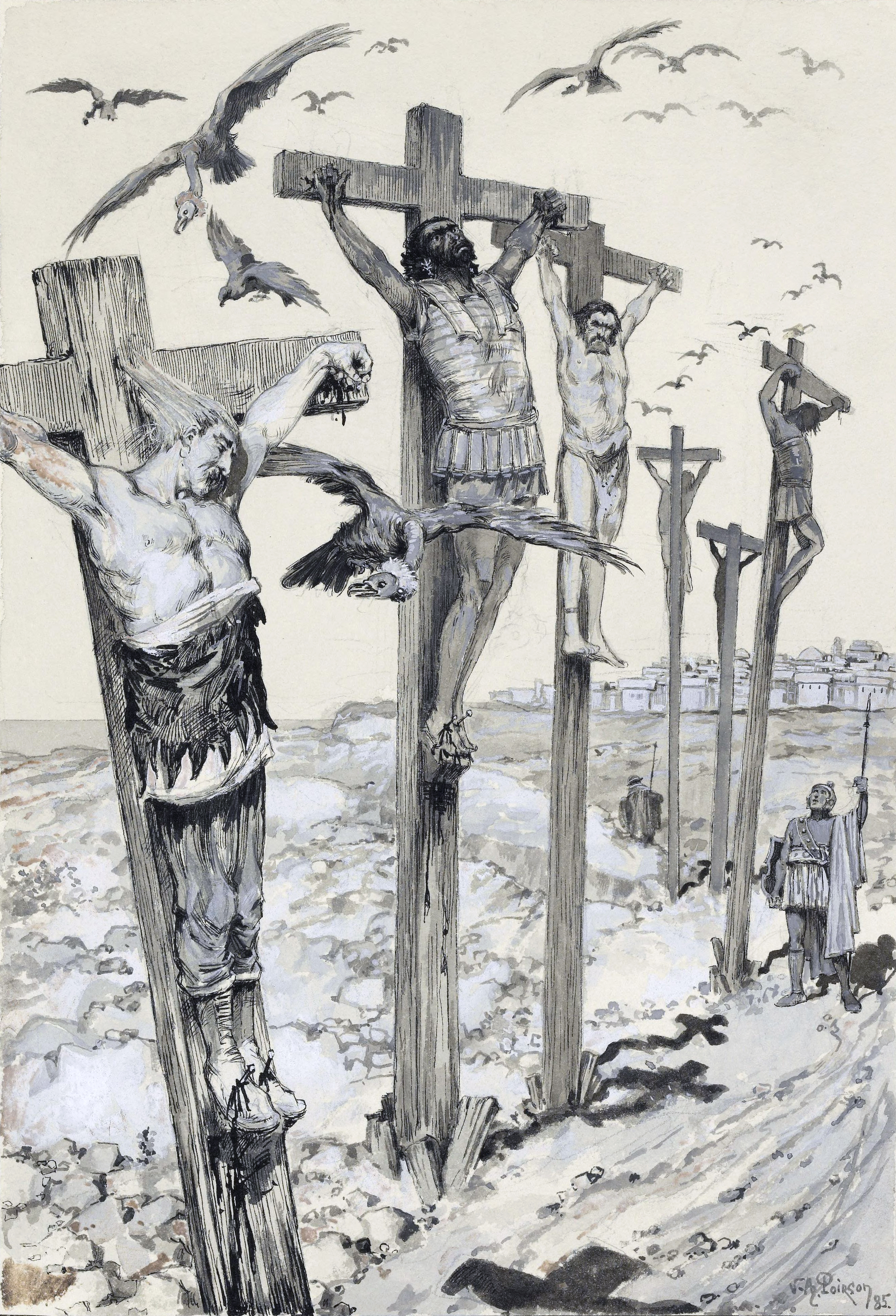
Ukřižování vůdce povstání Spendia a jeho velitelů, Victor-Armand Poirson 19. století

Po porážkách z první punské války bylo Kartágo téměř zruinované, konec konců sám Polybius si stěžuje na to, že mírové podmínky byly pro Kartágo až příliš tvrdé. Nemělo ani na udržení vlastní armády, takže již v roce 241 př. n. l. došlo k povstání žoldnéřů a otroků, které trvalo 3 roky. Potlačil ho až jeden z kartaginských vůdců – Hamilkar. Ten se pak se svým oponentem Hannónem shodl na jedné věci – totiž že je třeba Římu vyhlásit novou válku a konečně zvítězit. Hamilkar tedy zmobilizoval veškeré finanční prostředky, sestavil novou armádu a vydal se na severozápadní cíp Afriky. Odtamtud se přeplavil na sever do dnešního Španělska, kde dobyl velkou část území. Po osmi letech strávených v této nové kolonii však nečekaně zemřel. Nastoupil pak za něj jeho zeť Hasdrubal Sličný, který dobyl další území a na jihovýchodním pobřeží Pyrenejského poloostrova založil Nové Kartágo. Daně z podmaněných území pak brzy vrátily Kartágu jeho dřívější moc a peníze, takže již bylo konečně plně připraveno na novou válku s Římany. Roku 221 př. n. l. zemřel nečekaně i Hasdrubal, čímž se velení ujal Hamilkarův syn Hannibal.

## Druhá punská válka (218–201 př. n. l.)

### Začátek druhé punské války

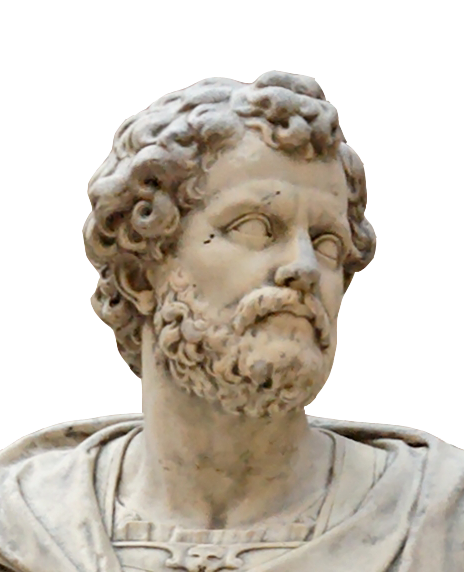
Hannibal Barkas

Dle Polybia měla druhá punská válka tři příčiny. Za prvé Punové byli nespokojení se ztrátou úrodné Sicílie. Druhý důvod údajně spočíval v nespokojenosti Kartága s mírovými podmínkami a tím, že museli vyklidit i další ostrovy (jako například Sardinii). Za třetí Kartágu údajně dodaly jejich úspěchy v Hispánii sebedůvěry do dalšího souboje s římskou říší. Když se Hannibal ujal vrchního velení, dobyl roku 220 př. n. l. se svou (tehdy již zase velmi silnou) armádou město Saguntum, jež mělo s Římem spojeneckou smlouvu. Ačkoliv povaha smlouvy není dodnes jasná, je evidentní, že Římu kartaginská expanze k řece Ebro (kde měla ležet společná hranice) nevyhovovala. Římané to brali jako jasný znak kartaginské agrese. Řím, oslaben válkami s Galy, vyslal do Kartága posly, kteří žádali o vydání Hannibala k potrestání. Kartágo však hrdě odpovědělo vyhlášením války. Na jaře roku 218 př. n. l. pak vyrazil Hannibal z Nového Kartága na sever. Jeho armáda dle Polybia čítala 50 000 mužů pěchoty, 9 000 jezdců a 37 válečných slonů. Při přechodu Alp a Pyrenejí mohlo zahynout 33 000 mužů přivyklých obtížím pod africkým sluncem, ne však sněhu, dravé zvěři, pralesům a terénu velehor bez cest a mostů a útoků od nepřátelských kmenů. Polybios však přiznává, že údaje a čísla nemusí být zcela přesná. Brzy dosáhli Pyrenejí a překročili řeku Rhônu. V Itálii jim pomohli Galové, nespokojeni s nadvládou Říma. I přesto mohl dle moderních odhadů Hannibal cestou ztratit více než dvě třetiny vojáků.

### Drtivé porážky Říma

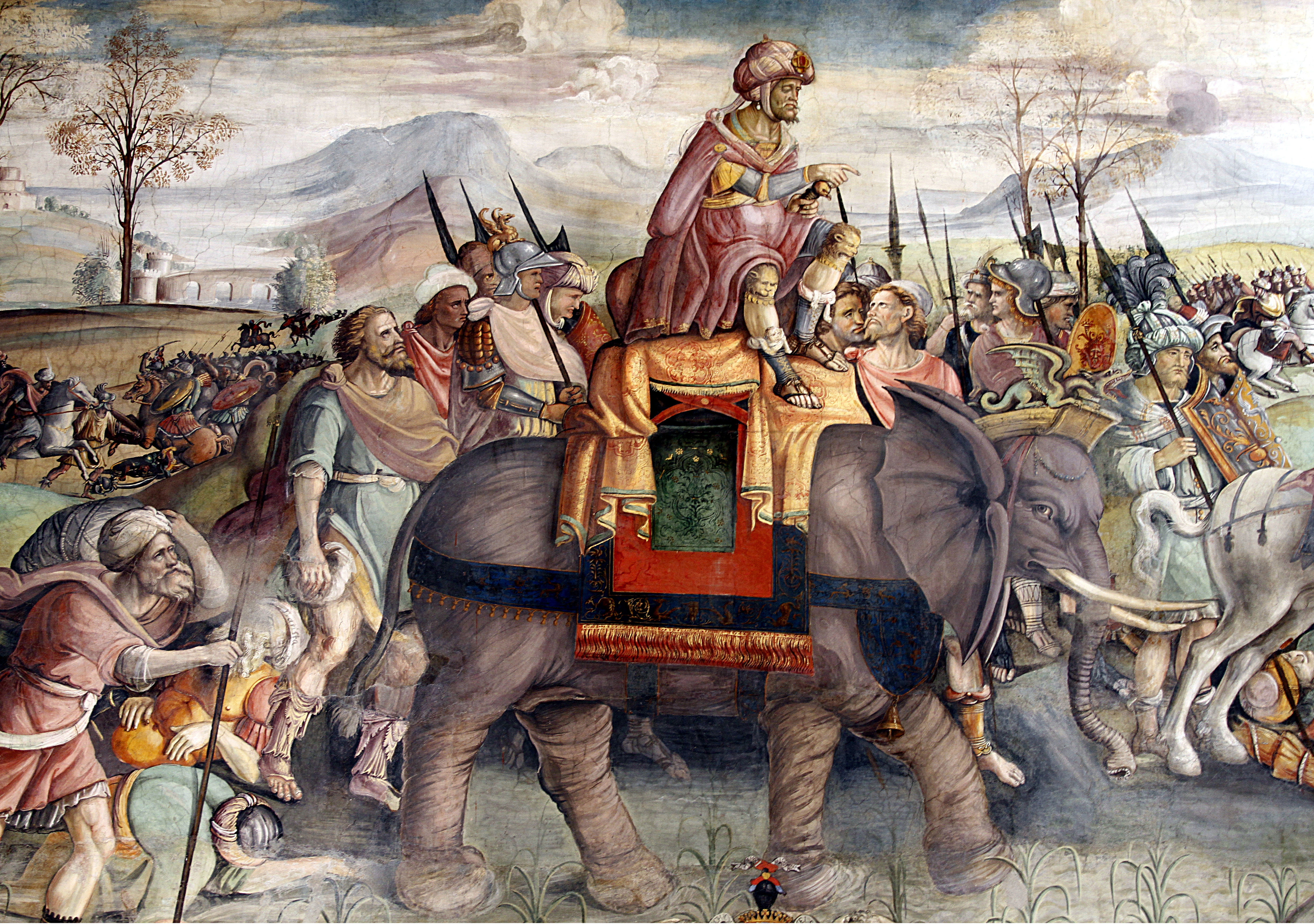
Kapitolská freska zobrazují slavný Hannibalův přechod přes Alpy za druhé punské války (1510)

U řek Ticin a Trebia se Hannibala Římané marně pokusili zastavit. Přestože při pochodu přes Pyreneje a Alpy ztratil Hannibal přes polovinu svých vojáků, v létě roku 216 př. n. l. se s Římany střetl ve světově proslulé bitvě u Kann. Římané zde mohli mít kolem 80 000 pěšáků a 6000 jezdců, v čele jízdy pak stanuli dva římští konzulové – Gaius Terentius Varro a Lucius Aemilius Paulus. Paulus a spoustu dalších významných Římanů v bitvě padlo. Hannibalovi vojáci zaujali rozestavění ve tvaru půlměsíce a uprostřed bojů pak římské vojáky napadli ze stran. V této kruté bitvě padlo snad až 70 000 římských vojáků. Na jaře roku 211 př. n. l. se pak v ulicích Říma začalo údajně rozléhat: „Hannibal před branami!". Nicméně Hannibal se město dobýt nevydal. Dle historiků si byl asi vědom toho, že na dobytí města samotného nemá dostatečný počet vojáků. Zároveň se jeví pravděpodobné, že neusiloval o naprosté zničení Říma, ale spíše chtěl vyjednat novou dohodu mezi Kartágem a Římem, která by vedla k revizi situace po první punské válce.

### Obrat ve válce
Hannibalovo přiblížení se k Římu vyvolalo dle Polybia ohromnou paniku. Polybios dále tvrdí, že senát údajně zakázal pozůstalým vdovám po padlých vojácích truchlit. Nadále Řím povolal do zbraně všechny muže starší 17 let. Udělil také amnestii 6000 otroků a začlenil je do armády.[zdroj?] Již roku 210 př. n. l. dobyli Římané poslední kartaginské město na Sicílii, Akragás, rok nato se zmocnili Tarentu, jenž byl Hannibalovým hlavním opěrným bodem v Itálii. Situace se tedy opět dostala pod kontrolu Římanů, protože v roce 209 př. n. l. se jim podařilo dobýt také Nové Kartágo. Úspěchy v Hispánii pomohly obrátit situaci. V roce 204 př. n. l. se Římané vylodili u africké Utiky.

### Porážka Kartága
Hannibal tak musel rychle na pomoc Kartágu a na jaře roku 202 př. n. l. se s Římany utkal v bitvě u Zamy (asi 150 km jihozápadně od Kartága). Zde utrpěl rozhodující porážku. Publius Cornelius Scipio pak nadiktoval Kartágu přísné mírové podmínky. Muselo se vzdát ve prospěch Říma všech území mimo Afriku, vydat všechny lodě a postupně ve splátkách rozložených do 50 let splatit 10 000 talentů (262 tun stříbra). Moc Kartága tak byla zlomena.

## Třetí punská válka (149–146 př. n. l.)

### Situace po druhé punské válce
Dalším důsledkem tvrdých podmínek míru bylo, že africký spojenec Říma, numidský král Massinissa, který Římanům pomohl v bitvě u Zamy, mohl téměř volně zabírat kartaginská území. To Kartágo vyprovokovalo a odvážilo se na další numidské požadavky a zabírání svého území odpovědět protiútokem (151 př. n. l.). Řím to kvalifikoval jako porušení mírové smlouvy a roku 149 př. n. l. vypověděl Kartágu novou válku. Hned poté ale Kartaginská státní rada vyslala do Říma posly s omluvou, a že se opět podřídí požadavkům Říma. Konzul Lucius Marcius Censorinus tedy přikázal, aby Kartaginci vydali své zbraně, což učinili. Další podmínka nicméně zněla, aby své město neprodleně zbourali s tím, že si na místě vzdáleném minimálně 10 mil od moře mohou vybudovat město nové. Je jasné, co takovýto požadavek vyvolal. Kartágo uzavřelo své hradby a začalo ve velkém vyrábět zbraně, do armády se začala hlásit naprostá většina jeho obyvatel.

### Římské obléhání a zánik Kartága
Roku 149 př. n. l. vyslal Řím na území Kartága armádu, která byla rozdělena na několik částí, během následujících dvou let utrpěla několik menších porážek a trpěla v důsledku epidemií. Rozhodující akce vojsko podniklo až pod velením konzula Publia Cornelia Scipiona Aemiliana. Ten se svým loďstvem zablokoval kartaginský přístav a začal město obléhat. Kartágo bylo na více než rok odříznuto od okolního světa, jen se svými vlastními zásobami. Když pak Kartaginci na jaře roku 146 př. n. l. nabídli Římanům mír, usoudil Aemilianus, že nastal ten pravý čas k útoku. Šest dní a šest nocí zuřily boje ve městě, až římské legie dobyly hrad Byrsu. Osud Kartága byl navždy zpečetěn. Přeživší obyvatelé byli prodáni do otroctví, město zmizelo z povrchu země. Bylo údajně dokonce posoleno a prokleto, aby nikdy více nemohlo být obnoveno.

## Výsledek punských válek
Výsledkem válek bylo zničení Kartága a hegemonie Říma, který zcela ovládl většinu Středomoří, včetně Hispánie, Sicílie a Řecka. Římané dlouho považovali války s Kartágem za nejtěžší, jaké kdy vedli, teprve na sklonku existence římské říše bylo toto vnímání potlačeno katastrofálními porážkami a rozpadem země. Navíc díky zániku samotného města zanikla i kartaginská kultura, která byla posledním zástupcem kultury Féničanů a také téměř zanikla féničtina, ale zachovalo se fénické písmo, které dalo základ písmu řeckému a také latince.
Přes všechna předchozí utrpení Kartágo navěky nezahynulo. Sto let po jeho zničení ho dal znovu vybudovat Gaius Julius Caesar, ovšem již jako město římské. Brzy nato také nabylo svého dřívějšího obchodního významu. Udržela se i punská řeč, mluvil jí např. císař Septimius Severus. Po Féničanech a Římanech se v něm vystřídali Vandalové, Byzantinci, Turci, Španělé, Francouzi a roku 1943 v něm měl svůj stan generál Eisenhower. Natrvalo se v něm pak usadili Arabové a dnes tvoří jednu z nejnavštěvovanějších oblastí Tuniska.
V roce 1985 podepsali starostové Říma a Kartága, Ugo Vetere a Chedli Klibi, symbolickou mírovou smlouvu mezi těmito městy, celých 2131 let po konci Třetí punské války. 